# Pedro Tourinho
Pedro Tourinho de Siqueira ou simplesmente Pedro Tourinho (Belo Horizonte, 19 de dezembro de 1981), é um político e médico brasileiro, filiado ao Partido dos Trabalhadores (PT).
Pedro Tourinho que ficou como 4º suplente do Partido dos Trabalhadores (PT) com 74.729 votos, assumiu como deputado federal no dia 8 de julho de 2024 no lugar de Rui Falcão.
Na eleição municipal de Campinas em 2024 concorreu ao cargo de prefeito, ficando em segundo lugar com 123.500 votos, perdendo para Dário Saadi do Republicanos que obteve 355.800 votos, não ocorrendo segundo turno.

## Desempenho eleitoral
| Ano  | Eleição               | Cargo             | Partido | Nº    | Suplentes                              | Votos         | Resultado  | Ref.          |
| ---- | --------------------- | ----------------- | ------- | ----- | -------------------------------------- | ------------- | ---------- | ------------- |
| 2012 | Municipal Campinas    | Vereador          | PT      | 13001 | Carlinhos Camelo Sandra do PT          | 2.990 votos   | Eleito     | [ 5 ] [ 6 ]   |
| 2016 | Municipal Campinas    | Vereador          | PT      | 13001 | Cecilio Do Campo Grande Angelo Barreto | 7.001 votos   | Reeleito   | [ 7 ] [ 8 ]   |
| 2018 | Estadual de São Paulo | Deputado Estadual | PT      | 13001 | -                                      | 28.066 votos  | Suplente   | [ 9 ] [ 10 ]  |
| 2020 | Municipal Campinas    | Prefeito          | PT      | 13    | Edilene Santana (PSOL) vice-prefeito   | 96.905 votos  | Não eleito | [ 11 ] [ 12 ] |
| 2022 | Estadual de São Paulo | Deputado Federal  | PT      | 1319  | -                                      | 74.729 votos  | Suplente   | [ 1 ] [ 2 ]   |
| 2024 | Municipal Campinas    | Prefeito          | PT      | 13    | Edilene Santana (PSOL) vice-prefeito   | 123.500 votos | Não eleito | [ 13 ] [ 4 ]  |